# هارلي كوكيليس
هارلي كوكيليس (بالإنجليزية: Harley Cokeliss)‏ مواليد 11 فبراير 1945 في سان دييغو، الولايات المتحدة، هو ممثل ومخرج ومنتج أمريكي.

## الأعمال
- زينا: الأميرة المحاربة
- الرحلات الأسطورية
- حرب النجوم الجزء الخامس: الإمبراطورية تعيد الضربات

## روابط خارجية
- هارلي كوكيليس على موقع IMDb (الإنجليزية)
- هارلي كوكيليس على موقع ألو سيني (الفرنسية)
- هارلي كوكيليس على موقع أول موفي (الإنجليزية)
- هارلي كوكيليس على موقع قاعدة بيانات الأفلام السويدية (السويدية)
- هارلي كوكيليس على موقع قاعدة بيانات الفيلم (الإنجليزية)
- هارلي كوكيليس على موقع كينوبويسك (الروسية)